# Lubomír Fárka
Lubomír Fárka (28. března 1951 Karlovy Vary) je český malíř.

## Životopis
Již od útlého věku se věnoval malování a navštěvoval mosteckou lidovou školu umění. Následně studoval chemii v Záluží. V letech 1972–1978 studoval Vysokou školu uměleckoprůmyslovou v Praze u profesorů Ludvíka Vacka a Zdeňka Menšíka.
Poté nastoupil do ateliéru monumentální, užité malby, kde pracoval s různými materiály. Používal zde a následně i později ve svých pracích mozaiku, vitráže, malbu, textil a další.
Byl členem Českého fondu výtvarných umění.
Během své kariéry uspořádal několik autorských výstav. Například v roce 2004 výstavu s názvem "Cesta k hladině" v Chomutově, jejímž poselstvím mělo být hledání normálního malířského přístupu a pohlížení na přírodu jako na objev. Pro tuto výstavu se nechal převážně inspirovat vlastním rybníkem ve vesnici Želeč.
Ještě v mládí, při studiu školy v Záluží, vyhrál celorepublikovou soutěž v malování.
Je zastoupen v GVU Litoměřice.

## Galerie

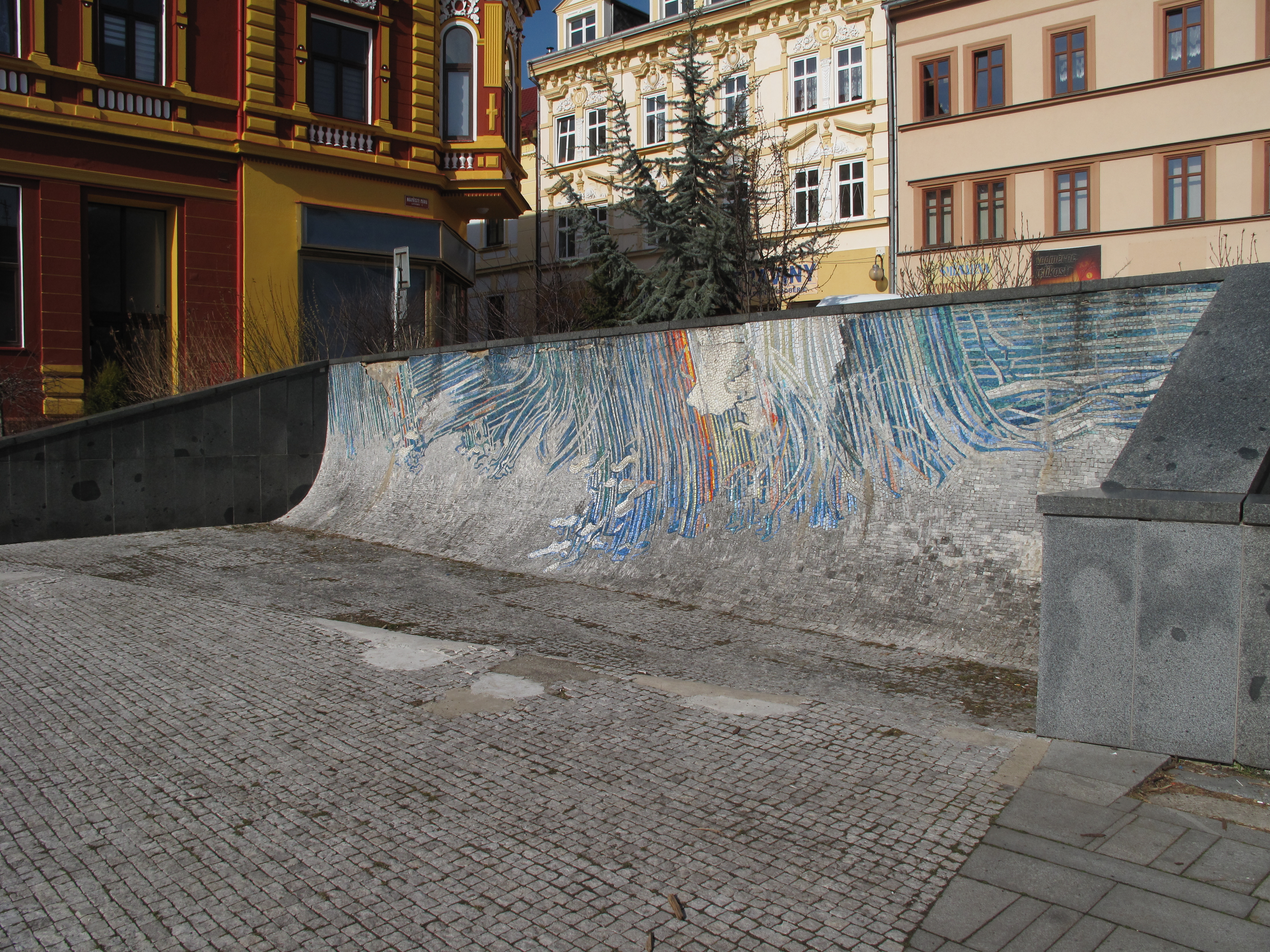
Mozaika ve fontáně na náměstí Míru v Litvínově, kámen, sklo, 1988
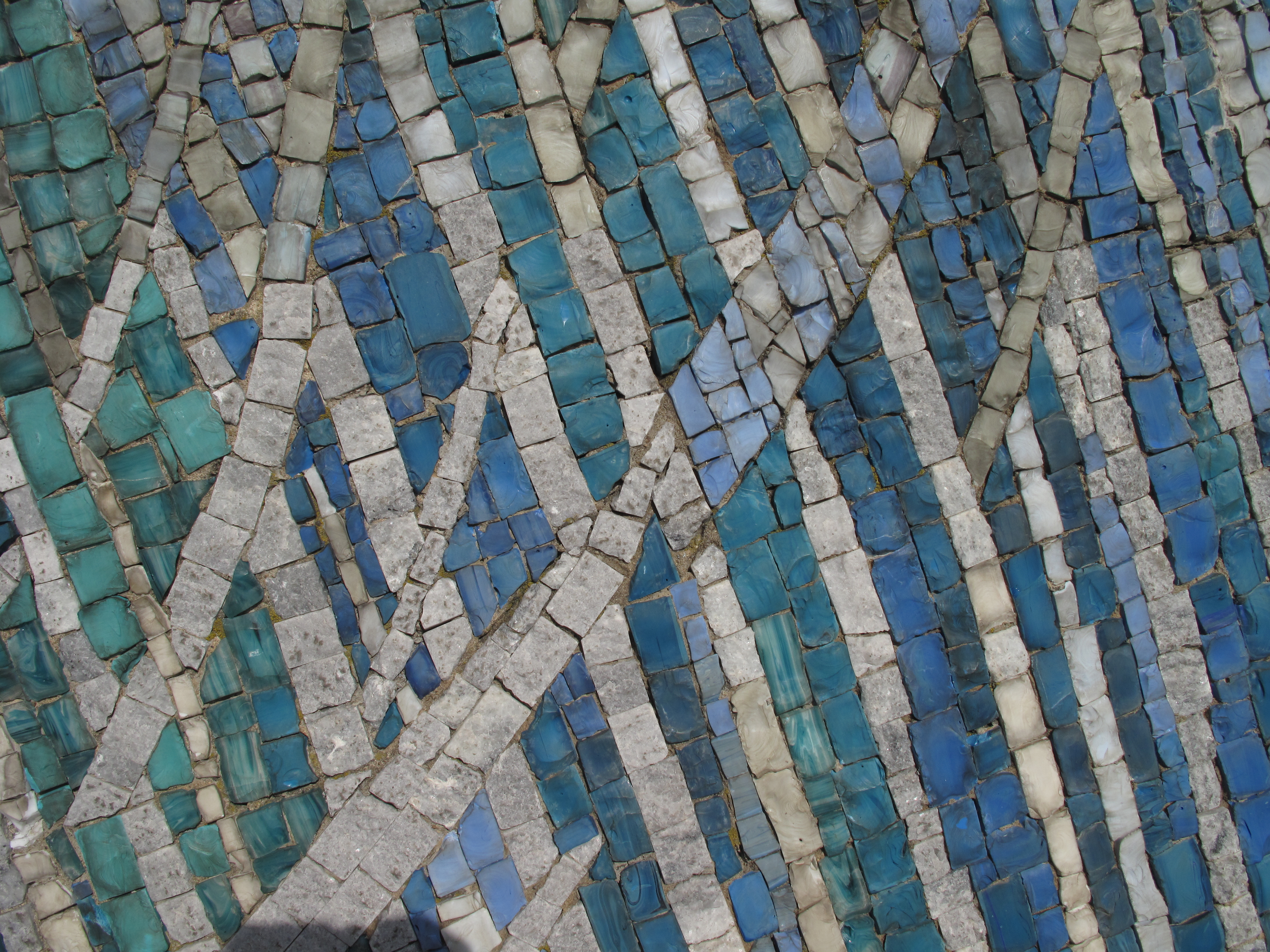
Detail mozaiky
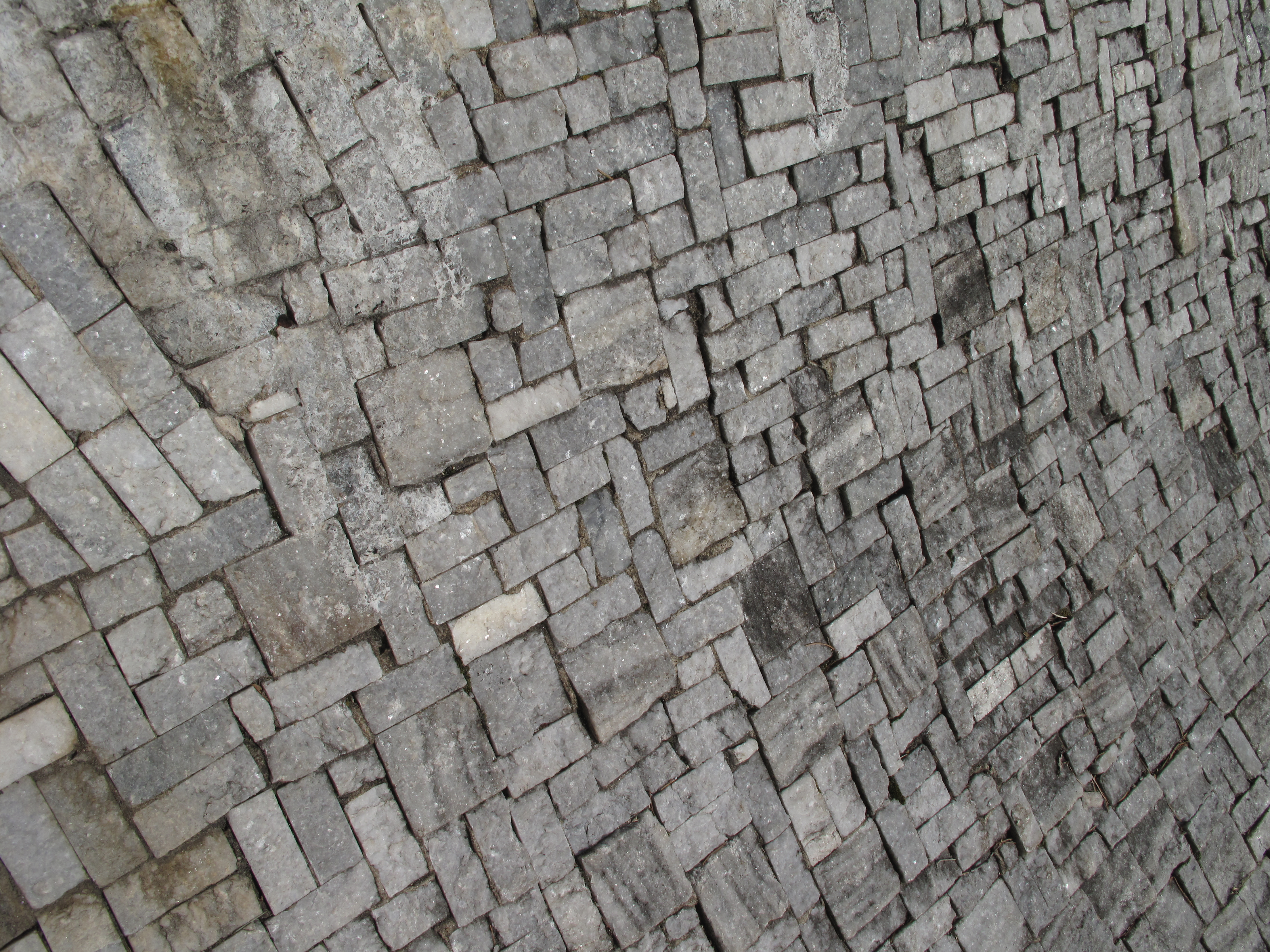
Kamenná část mozaiky
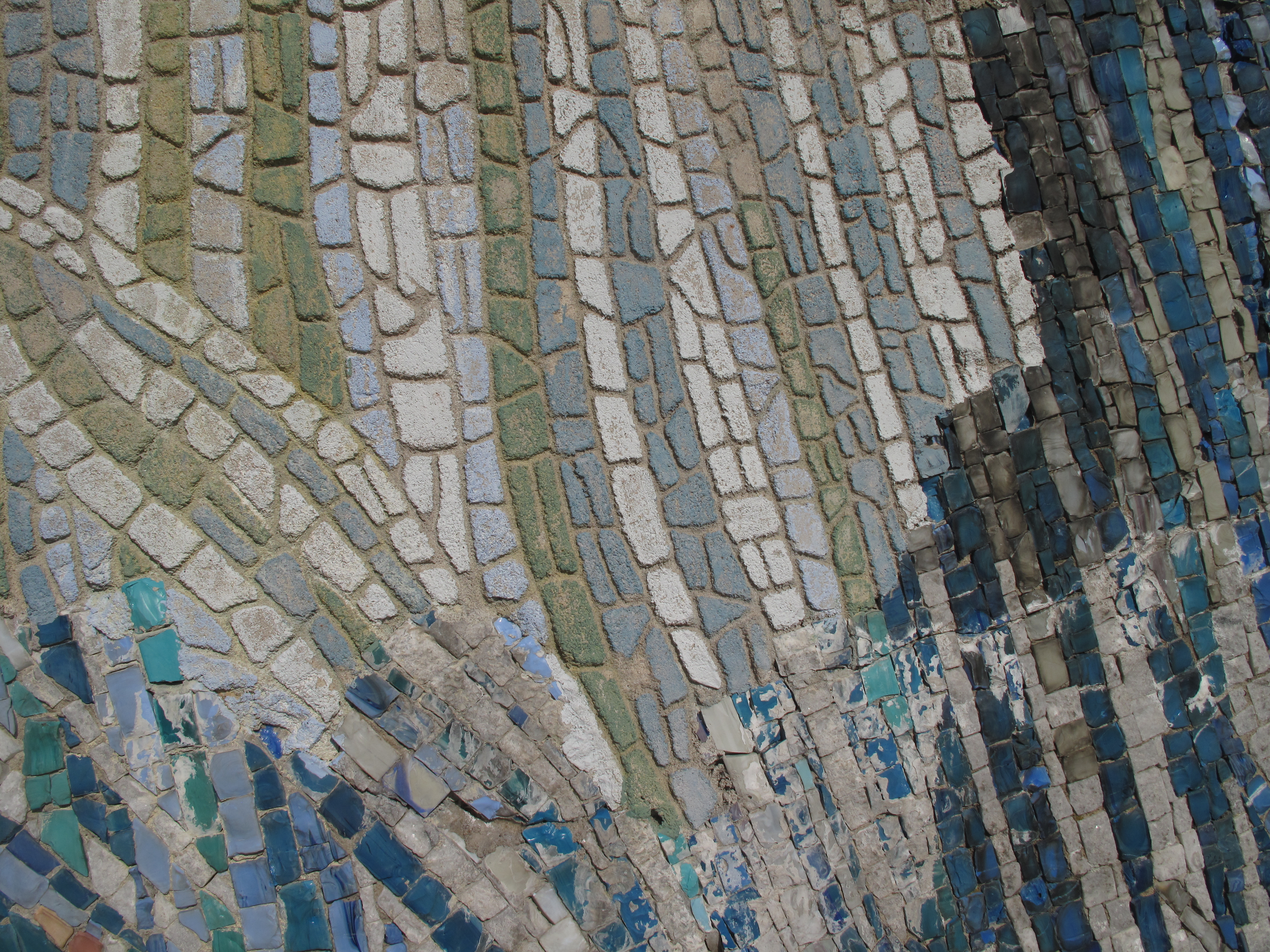
Opravená část mozaiky